# Anglesia Visconti
Anglesia Visconti (1377–1439) byla dcerou milánského pána Bernaba Viscontiho a Beatrice Reginy della Scala, dcery pána Verony Mastina II.
Její otec byl krutý a nemilosrdný despota, a nesmiřitelný nepřítel katolické církve. Anglesia se stala kyperskou královnou sňatkem s králem Janusem někdy po lednu 1400. Janus byl také titulárním králem Jeruzaléma a Arménie. Manželství bylo anulováno a bezdětní manželé se mezi roky 1407 a 1409 rozvedli.
Její starší sestra Valentina Visconti byla manželkou Janusova bratrance Petra II. Kyperského.